# Ixodiphagus satan
Ixodiphagus satan ist eine Erzwespe der Gattung Ixodiphagus in der Familie Encyrtidae. Der Hyperparasit legt seine Eier in die Larven und Nymphen eines oder mehrerer noch unbekannter Zeckenwirte. Die schlüpfenden Larven ernähren sich als Parasitoide von ihrem Wirt. Ixodiphagus satan ist bisher nur in Costa Rica vorgefunden worden.

## Beschreibung
Von Ixodiphagus satan sind bislang nur die Weibchen bekannt. Sie sind kleine, dunkel gefärbte Wespen, deren äußere Erscheinung anderen Erzwespen entspricht, und die dabei einen kräftigen und leicht abgeflachten Körperbau aufweisen. Die Farbe von Kopf und Körper ist dunkelbraun, der Kopf mit einem metallischen Schimmer und grünlichen und purpurnen Reflexionen. Die Körperlänge beträgt zwischen 1,1 und 1,4 Millimeter. Die Flügelspannweite liegt deutlich unter zwei Millimeter und die vorderen Flügel sind mindestens 2,3 mal so lang wie breit. Sie sind fast vollständig durchscheinend, mit nur wenigen und kleinen dunklen und undurchsichtigen Bereichen.
Der Kopf ist oben abgeflacht und etwa 1,6 mal so breit wie der vordere Vertex, mit einem Besatz mit borstenartigen Setae, die sich in auffälligen Vertiefungen befinden. Die drei Ocelli auf dem Kopf bilden vorne einen Winkel von etwa 105 Grad. Der Abstand der hinteren Ocellen zu den Rändern der Komplexaugen ist wenig größer als ihr eigener Durchmesser. Vorne am Kopf befinden sich zwei nahe beieinander liegende braune Antennen. Deren Scapus ist kaum doppelt Mal so lang wie breit. Auf ihn folgt der Pedicellus und ein in sechs Glieder geteilter Funiculus. Das erste Flagellomer des Funiculus ist etwa so lang wie oder minimal länger als breit. Alle Flagellomere weisen längsgerichteten Sensillen auf. Der Clavus ist dreigliedrig.
Das Scutellum ist konvex und hat auf der Oberfläche leichte Vertiefungen mit Behaarung. Der hintere Rand des Hypopygiums ist gerade, er hat in der Mitte eine V-förmige Vertiefung und zu deren Seiten eine lange dichte Behaarung. Die Beine haben dunkelbraune Coxen und Femora. Die vorderen Tibien und Tarsen sind orangebraun oder orange, die mittleren und hinteren Tibien dunkelbraun und die mittleren Tarsen blassgelb und die hinteren Tarsen dunkelbraun.
Ixodiphagus satan ähnelt der Art Ixodiphagus rogana. Von dieser unterscheidet sie sich durch den Kopf, der maximal 1,7 mal so breit wie der vordere Vertex ist. Alle Flagellomere des Funiculus, auch das erste, haben längsgerichteten Sensillen. Der hintere Rand des Hypopygiums ist gerade. Bei Ixodiphagus satan ist der Kopf relativ zum vorderen Vertex etwa doppelt so breit. Das erste Flagellomer des Funiculus hat keine Sensillen. Der hintere Rand des Hypopygiums ist konvex. Von Ixodiphagus hookeri unterscheiden sich beide Arten durch das Scutellum, das zumindest geringfügig länger als breit ist. Das Scutellum von Ixodiphagus hookeri ist deutlich breiter als lang.

## Lebensweise
Alle Arten der Gattung Ixodiphagus sind Parasitoide. Sie legen ihre Eier in Larven oder Nymphen verschiedener Arten von Zecken ab, die ihren Larven als Nahrung dienen. Der Zeckenwirt von Ixodiphagus satan ist noch nicht bekannt.

## Verbreitung
Ixodiphagus satan ist bisher nur in Costa Rica nachgewiesen worden. Der Typenfundort ist der Cerro Quemado in der Provinz Puntarenas (9° 4′ N, 82° 59′ W). Die vier Paratypen stammen aus den Provinzen Guanacaste und Puntarenas, ein weiterer Fund stammt aus der Provinz Heredia. Neben Ixodiphagus satan kommen in Costa Rica fünf weitere Arten der Gattung Ixodiphagus vor. Ixodiphagus texanus ist schon 1907 beschrieben worden, die vier anderen wurden 2010 mit Ixodiphagus satan beschrieben.

## Systematik und Taxonomie
Ixodiphagus satan ist eine von 15 Arten der Gattung Ixodiphagus Howard, 1907 in der monotypischen Tribus Ixodiphagini Howard, 1908. Diese gehört zur Familie Encyrtidae, eine Familie der Erzwespen, deren Arten fast ausnahmslos Parasiten von Insekten, Spinnen, Milben oder Zecken sind. Die Ixodiphagini sind darunter die einzigen Zeckenparasiten.
Die Erstbeschreibung erfolgte 2010 durch den walisischen Entomologen John S. Noyes vom Natural History Museum in London. Noyes behandelte im dritten Band seiner Darstellung der Encyrtidae von Costa Rica die Unterfamilie Encyrtinae mit den Ixodiphagini und anderen Triben. Der Holotyp befindet sich in der Sammlung des Instituto Nacional de Biodiversidad (INBio) in Costa Rica.